# Юнг, Екатерина
Екатерина Юнг (англ. Cathy Young — Кэти Янг, полное имя — англ. Catherine Alicia Young; род. 10 февраля 1963, Москва) — американская журналистка и писатель еврейского происхождения.

## Биография
Родилась в Москве 10 февраля 1963 года. В 17 лет с родителями эмигрировала из СССР. В 1988 году окончила Ратгерский университет.

### Взгляды
Она описывает свои политические взгляды как "либертарианские/консервативные"
Екатерина является участвует в издании журнала Reason, в котором постоянно публикует статьи, а с 2001 по 2007 год была колумнистом. 
Также она известна тем, что её феминизм является феминизмом равенства (либеральным), и она часто соглашается с точкой зрения активистов групп движения за права мужчин. Юнг критикует за отход от идей равенства как феминисток, так и традиционалистов.

## Публикации
Сотрудничала со следующими СМИ: The Daily Targum, The Detroit News (колумнист 1993—2000), The New York Times, The Washington Post, The Philadelphia Inquirer, Newsday, The New Republic, The Wall Street Journal, The American Spectator, National Review, Salon.com, The Weekly Standard, The Boston Globe (колумнист), RealClearPolitics.com (с 2008), Newsday (колумнист, 2012).

## Книги
Юнг является автором двух книг:
- Growing Up In Moscow: Memories of a Soviet Girlhood (1989) (ISBN 0-7090-4130-6)/«Как я росла в Москве: воспоминания советской девочки»
- Ceasefire!: Why Women and Men Must Join Forces to Achieve True Equality (1999) (ISBN 0-684-83442-1)/«Прекращение огня: почему женщины и мужчины должны объединиться, если они хотят достичь реального равенства».